# Enoplognatha giladensis
Enoplognatha giladensis är en spindelart som först beskrevs av Levy och Amitai 1982.  Enoplognatha giladensis ingår i släktet Enoplognatha och familjen klotspindlar.
Artens utbredningsområde är Israel. Inga underarter finns listade i Catalogue of Life.